# 東京残酷警察
『東京残酷警察』（とうきょうざんこくけいさつ）（英文表記：Tokyo Gore Police）は、2008年に公開されたアメリカ製作のバイオレンス映画。前作『片腕マシンガール』に続きフィーバー・ドリームスが出資し、メディア・ブラスターズにより国際配給された。国内でも各地のレイトショーで上映された。

## 概要
「Tokyo Shock」と釘打ったB級映画レーベルでは2作目にあたる。監督には『片腕マシンガール』で特殊造型を手掛けた西村喜廣を起用。西村は残酷効果のほか、編集やクリーチャーデザインも手掛けることで残酷描写が増幅され、後年の『血まみれスケバン・チェーンソー』や『プー2 あくまのくまさんとじゃあくななかまたち』に近いスラッシャー映画仕立ての作品となった。
R-18指定の影響からか、レイトショー上映のシアターN渋谷では20歳未満の入場は断られた。

## あらすじ
そう遠くない未来の日本、エンジニアと呼ばれるミュータントたちが起こした残虐無比な無差別殺人事件が多発。これに対して、民営化され武装強化した東京警察株式会社は、殺人をも辞さない特務機関を発足させた。この特務機関に所属するエンジニアハンターのルカは、最強の抜刀術を駆使しながら単身捜査に乗り出し、やがて事件の背景に謎の男・キーマンの存在を知る。その一方で、業を煮やした警察署長は、事態制圧のため「エンジニア狩り」と称し、東京都民の無差別大量殺戮を実行しようとしていた。

## キャスト
- ルカ - しいなえいひ
- キーマン（ミヤマアキノ）、ミヤマアマネ - 板尾創路
- 機動隊長 - 紅井ユキヒデ
- バラバラマン - ジジ・ぶぅ
- ルカの父 - 堀部圭亮
- バーのマスター - 澤田育子
- 西東京支部 署長 - 菅田俊
- 犬女 - 泉カイ
- DJ婦警 - 町田マリー
- チェーンソー男（タナカコウジ） - 坂口拓
- 人体改造売春バーのオーナー - 中原翔子
- ワニ女（ヨシオカハルカ） - 長澤つぐみ
- ピノキオ女 - 水井真希
- カッター女（ユカ） - 山本彩乃
- 薙刀婦警 - 木ノ下もこ
- ラブホ男 - 三島ゆたか
- リストカット女子高生 - 重盛さと美、神田茉里奈、井上りさ
- ストップ・ザ・HARAKIRIのCMの上司 - 島津健太郎
- 遠隔処刑CM男 - 増本庄一郎
- 甲賀の日本刀CM男 - 岸建太朗
- マメ山田
- 豊島圭介
- 園子温
- 山中アラタ
- 浅野麻衣子
- デモ田中
- 神谷誠
- 津村和幸
- 機動隊員（中国人） - 清水崇
- タカハシヨシキ（連続殺人犯） - 西村喜廣

## スタッフ
- 監督・特技監督・残酷効果・編集・クリーチャーデザイン - 西村喜廣
- エグゼクティブ・プロデューサー - ジョン・シラベラ
- プロデューサー - 羽山陽子（メディア・ブラスターズ）、千葉善紀（日活）、中村聡（日活）
- ラインプロデューサー - 遠藤肇
- 脚本 - 西村喜廣、梶研吾
- 脚本協力・記録補佐 - ナコシサヤコ
- 助監督 - 塩崎遵
- 美術 - 福田宜
- 撮影 - Shu-G 百瀬
- 照明 - 太田博
- 録音 - 島田宣之
- 音楽監修 - 中川孝（Blood-Staned Fellow）
- 特殊造形・特殊メイク・残酷効果 - 石野大雅、奥山友太
- 特殊造形・特殊メイク助手 - 下畑和秀、吉田ひでお、森川明香、高橋乙栄、中嶋歩、中西桂子、宇治香里、渚大地
- 特殊造型 - JIRO、こまつよしお
- 残酷効果協力 - 有限会社西村映造
- CMパート監督 - 井口昇、山口雄大
- CMパート照明助手 - 坂元鬼啓二
- VFXスーパーバイザー - 鹿角剛
- CGディレクター - 笹倉秀信
- アクション監督 - カラサワイサオ
- タイトルロゴ・ポスターデザイン - 高橋ヨシキ
- 配給・宣伝 - SPOTTED PRODUCTIONS
- 配給協力 - インターフィルム
- 宣伝協力 - バイオタイド
- 製作 - フィーバー・ドリームス（メディア・ブラスターズ）
- 制作プロダクション - 日活株式会社

## 評価
- 映画館大賞「映画館スタッフが選ぶ、2008年に最もスクリーンで輝いた映画」第65位
- ナイトビジョン映画祭（フィンランド）観客賞
- 富川国際ファンタスティック映画祭（韓国）激励賞
- ファンタジア国際映画祭（カナダ）金賞